# Bom Princípio do Piauí
Bom Princípio do Piauí är en kommun i Brasilien.   Den ligger i delstaten Piauí, i den nordöstra delen av landet, 1 600 km norr om huvudstaden Brasília. Antalet invånare är 5 304.
Omgivningarna runt Bom Princípio do Piauí är huvudsakligen savann. Runt Bom Princípio do Piauí är det glesbefolkat, med 19 invånare per kvadratkilometer.